# Homalodisca ignorata
Homalodisca ignorata är en insektsart som beskrevs av Melichar 1924. Homalodisca ignorata ingår i släktet Homalodisca och familjen dvärgstritar. Inga underarter finns listade i Catalogue of Life.